# Coleophora lineolea
Coleophora lineolea é uma espécie de mariposa do gênero Coleophora pertencente à família Coleophoridae.